# Callithrix geoffroyi
Callithrix geoffroyi är en däggdjursart som först beskrevs av Alexander von Humboldt 1812.  Callithrix geoffroyi ingår i släktet Callithrix och familjen kloapor. Inga underarter finns listade.

## Utseende
Individerna blir cirka 20 cm långa (huvud och bål) och har en ungefär 29 cm lång svans. Honor väger omkring 190 gram och hannar väger i genomsnitt 360 gram. Regionen kring näsan och ögonen är mörk. Den omslutas på hjässan, på kinderna, på hakan och på strupen av vit päls. De långa tofsarna på öronen som är typiska för alla silkesapor är svarta. På bålen förekommer mörkgrå till svart päls med flera orangegula och vita fläckar på ovansidan samt brunaktig skugga på undersidan. Den svarta svansen har flera otydliga ljusa ringar.
Ungar saknar den vita kransen kring ansiktet och de svarta tofsarna på öronen. Dessa kännetecken är full utbildade efter cirka fem månader.

## Utbredning
Denna silkesapa förekommer i östra Brasilien i delstaterna Bahia, Espírito Santo och Minas Gerais. Den introducerades av människan i delstaten Santa Catarina. Arten vistas i kulligt lågland och i låga bergstrakter. Habitatet utgörs av olika skogar och buskskogar.

## Ekologi
Liksom hos andra kloapor bilder individerna flockar med cirka 5 till 15 medlemmar. Vanligen föder bara en hona i flocken ungar. Födan utgörs av olika växtdelar och naturgummi.
Callithrix geoffroyi når fram till naturgummi och trädens vätskor med hjälp av sina speciella framtänder som är konstruerade för att skrapa i trädens bark. Dessutom äter arten frukter, nektar, ryggradslösa djur och små ryggradsdjur. Flockens medlemmar är främst aktiva på dagen och de sover på natten i trädens håligheter eller gömda i täta bladansamlingar. Gruppen har ett revir som är upp till 5 hektar stort.
Efter parningen är honan 140 till 148 dagar dräktig och sedan föds vanligen tvillingar. Under de första två veckorna efter födelsen får även fadern delta i ungarnas uppfostring, till exempel genom att bära ungarna. Sedan är alla vuxna flockmedlemmar involverade i ungarnas vård. Ungarna diar sin mor 5 till 6 veckor. Cirka 15 till 18 månader efter födelsen blir ungarna könsmogna. Callithrix geoffroyi kan i naturen leva tio år. Den äldsta kända individen i fångenskap blev 17,6 år gammal.
Denna primat har flera naturliga fiender som rovlevande fåglar, större ormar och kattdjur.

## Status
Arten hotas av skogsavverkningar i utbredningsområdet och dessutom fångas några ungar för att hålla de som sällskapsdjur. Trots dessa hot anses hela beståndet vara stabilt. Callithrix geoffroyi lever i olika nationalparker och i andra naturskyddsområden. IUCN kategoriserar arten globalt som livskraftig (LC).